# Axcel Books
Axcel Books era uma Editora Brasileira sediada no Rio de Janeiro que fechou as portas em 2008 após dar golpe no mercado. A maior vítima da editora foi Gabriel Torres, a editora tem dívidas com o escritor que totalizam mais de 4 milhões de reais, segundo ele mesmo.